# Episodi di Vegas
La prima e unica stagione della serie televisiva Vegas è stata trasmessa negli Stati Uniti dal canale CBS dal 25 settembre 2012 al 10 maggio 2013.
In Italia il primo episodio è stato trasmesso in prima visione assoluta su Rai 2 l'11 marzo 2013, a causa dei bassi ascolti la messa in onda è stata sospesa e rinviata. La serie è poi stata trasmessa durante il periodo estivo, dal 1º luglio al 6 settembre.
| nº | Titolo originale      | Titolo italiano        | Prima TV USA      | Prima TV Italia  |
| -- | --------------------- | ---------------------- | ----------------- | ---------------- |
| 1  | Pilot                 | Un insolito sceriffo   | 25 settembre 2012 | 11 marzo 2013    |
| 2  | Money Plays           | Nodi d'amore           | 2 ottobre 2012    | 8 luglio 2013    |
| 3  | All That Glitters     | L'oro olimpico         | 9 ottobre 2012    | 15 luglio 2013   |
| 4  | (Il)Legitimate        | Nuovi progetti         | 23 ottobre 2012   | 22 luglio 2013   |
| 5  | Solid Citizens        | Insospettabile         | 30 ottobre 2012   | 26 luglio 2013   |
| 6  | Real Thing            | L'originale            | 13 novembre 2012  | 29 luglio 2013   |
| 7  | Bad Seeds             | Guerra fra bande       | 20 novembre 2012  | 2 agosto 2013    |
| 8  | Exposure              | Cavie umane            | 27 novembre 2012  | 5 agosto 2013    |
| 9  | Masquerade            | Messinscena            | 11 dicembre 2012  | 6 agosto 2013    |
| 10 | Estinto               | L'estinto              | 18 dicembre 2012  | 9 agosto 2013    |
| 11 | Paiutes               | Sepolto vivo           | 8 gennaio 2013    | 12 agosto 2013   |
| 12 | From This Day Forward | Da oggi in poi         | 15 gennaio 2013   | 13 agosto 2013   |
| 13 | Road Trip             | Gita fuori città       | 29 gennaio 2013   | 16 agosto 2013   |
| 14 | The Third Man         | Il terzo uomo          | 5 febbraio 2013   | 19 agosto 2013   |
| 15 | Two of a Kind         | Scacco al re           | 19 febbraio 2013  | 20 agosto 2013   |
| 16 | Little Fish           | Mani sporche           | 5 aprile 2013     | 23 agosto 2013   |
| 17 | Hollywood Ending      | La fine di Hollywood   | 12 aprile 2013    | 26 agosto 2013   |
| 18 | Scoundrels            | Canaglie               | 19 aprile 2013    | 27 agosto 2013   |
| 19 | Past Lives            | Vite passate           | 26 aprile 2013    | 30 agosto 2013   |
| 20 | Unfinished Business   | Una compagnia sospetta | 3 maggio 2013     | 2 settembre 2013 |
| 21 | Sons of Nevada        | Figli del Nevada       | 10 maggio 2013    | 6 settembre 2013 |